# Gora Romanovskogo (Mac-Robertson-Land)
Gora Romanovskogo (englische Transkription von russisch Гора Романовского Gora Romanowskowo) ist ein Nunatak in den Prince Charles Mountains des ostantarktischen Mac-Robertson-Lands. Er ragt südwestlich des Schneider Ridge in den Goodspeed-Nunatakkern auf.
Russische Wissenschaftler benannten ihn. Der Namensgeber ist nicht überliefert.